# Botola 1 Pro 2021-2022
La Botola 1 Pro 2021-2022 è stata la 66ª edizione della massima divisione del massimo campionato marocchino di calcio.
La squadra campione in carica era il Wydad Casablanca, che si è confermato vincitore, aggiudicandosi il 22º titolo nazionale.

## Formula
In questa stagione giocano 16 squadre per 30 giornate, per un totale di 240 partite. Le prime due classificate accedono alla CAF Champions League 2022-2023, mentre la squadra classificatasi al terzo posto accede alla Coppa della Confederazione CAF 2022-2023, quella giunta al quarto posto accede alla Champions League araba 2022 e le ultime due retrocedono nella Botola 2 Pro 2022-2023.

## Squadre partecipanti
| Squadra                   | Città      | Stadio                         | Capienza |
| ------------------------- | ---------- | ------------------------------ | -------- |
| Chabab Mohammedia         | Mohammédia | Stadio El Bachir               | 11 000   |
| Difaâ El Jadida           | El Jadida  | Stadio El Abdi                 | 15 000   |
| FAR Rabat                 | Rabat      | Stadio Moulay Abdellah         | 60 000   |
| FUS Rabat                 | Rabat      | Stadio del FUS                 | 15 000   |
| Hassania Agadir           | Agadir     | Stadio Adrar                   | 45 480   |
| IR Tanger                 | Tanger     | Stadio di Tangeri              | 45 000   |
| Jeunesse Sportive Soualem | Soualem    | Stadio municipale              |          |
| Maghreb Fès               | Fès        | Stadio di Fès                  | 45 000   |
| Mouloudia Oujda           | Oujda      | Stadio d'onore                 | 35 000   |
| Ol. Khouribga             | Khouribga  | Complesso sportivo del Fosfato | 11 000   |
| Olympique Safi            | Safi       | Stadio El Massira              | 15 000   |
| Raja Casablanca           | Casablanca | Stadio Mohamed V               | 67 000   |
| Rapide Oued Zem           | Oued Zem   | Stadio municipale              | 3 000    |
| RS Berkane                | Berkane    | Stadio municipale              | 15 000   |
| Wydad Casablanca          | Casablanca | Stadio Mohamed V               | 67 000   |
| Youssoufia Berrechid      | Berrechid  | Stadio municipale              | 5 000    |